# Piz Triazza
Piz Triazza är en bergstopp i Schweiz.   Den ligger i regionen Engiadina Bassa/Val Müstair och kantonen Graubünden, i den östra delen av landet, 220 km öster om huvudstaden Bern. Toppen på Piz Triazza är 3 043 meter över havet, eller 91 meter över den omgivande terrängen. Bredden vid basen är 0,39 km.
Terrängen runt Piz Triazza är huvudsakligen bergig. Runt Piz Triazza är det glesbefolkat, med 19 invånare per kvadratkilometer.. Närmaste större samhälle är Scuol, 5,0 km nordväst om Piz Triazza. 
Trakten runt Piz Triazza består i huvudsak av gräsmarker.